# جنوب بارجانس
جنوب بارجانس رمزها «PS» (بالإنجليزية: South  24  Parganas)‏ ، هو تقسيم إداري لدولة الهند تتبع ولاية البنغال الغربية (بالإنجليزية: West  Bengal)‏ ، مركزها هو مدينة اليبور (بالإنجليزية: Alipore)‏ عدد سكانها حسب تعداد سنة 2001 هو 6,909,015 ، مساحتها 9,955 كم² وكثافة السكان 694 لكل كم² .